# 今田正儀
今田正儀（いまだ まさのり、1828年2月24日〈文政11年1月10日〉 - 1902年〈明治35年〉5月3日）とは、日本の柔術家、教育者である。

## 経歴
文政11年（1828年）1月10日に江戸で常陸牛久藩士の藤井正直の第三子として生まれる。後に大和郡山藩士の今田虎次郎の養子となった。弓術、馬術、槍術、柔術に長けていた。
戸塚彦介から揚心古流を学び四豪士號（四天王）の一人となった。武芸指南役として揚心古流復興のために尽力し多数の門人を養成した。明治維新後の弟子に今田の後を継いだ金谷元朗がいる。
越後黒川藩の支封となり黒川奉行を勤めた。
百姓の乱が起きた際にそれを鎮め、藩の大参事や幼い君主の難局の時にも功績が、その名は明治中興まで語り継がれた。
廃藩置県後に奈良県国樔郷の連合小学校の校長となった。
また私塾を開き指導した。
孫に大日本帝国陸軍少将の今田新太郎がいる。墓所は多磨霊園。